# Agostino Tassi

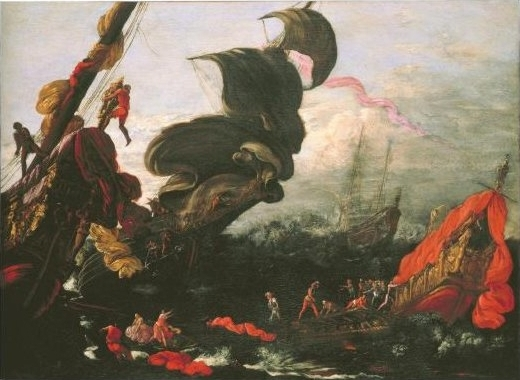
De vloot van Aeneas

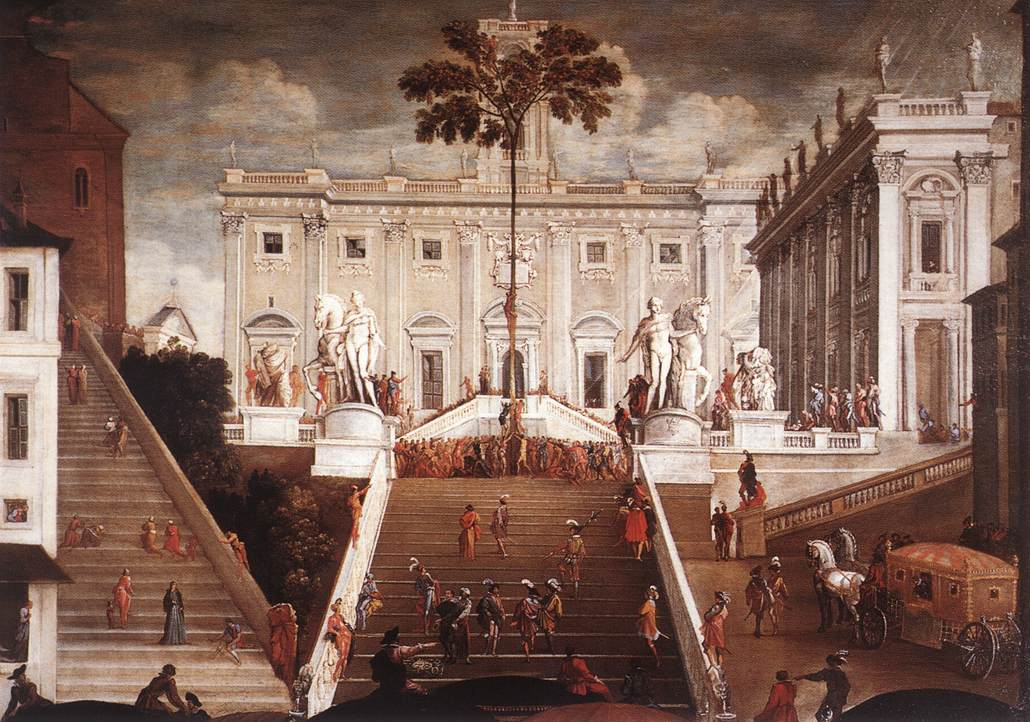
Wedstrijd op de Capitolijn

Agostino Tassi (Perugia,  1578 – Rome, 1644), geboren als Agostino Buonamici, was een Italiaanse kunstenaar en architect die leefde in de 16e en 17e eeuw. Tassi verwierf bekendheid in Rome als een begaafd landschapsschilder. Hij werkte vaak in opdracht van vooraanstaande families en kreeg opdrachten om fresco's te schilderen in paleizen en kerken.
Tassi's leven werd overschaduwd door zijn betrokkenheid bij een beruchte zaak van verkrachting en moord. Hij werd beschuldigd van het verkrachten van Artemisia Gentileschi, een getalenteerde schilderes en leerlinge van Tassi. De zaak kreeg veel aandacht vanwege de sociale status van de betrokkenen en leidde tot een langdurig juridisch proces. Tassi werd uiteindelijk schuldig bevonden aan de verkrachting en kreeg een gevangenisstraf van twee jaar, maar kwam vervroegd vrij vanwege zijn invloedrijke connecties.
- Biblioteca Nacional de España: XX1501322
- Bibliothèque nationale de France: cb14564388v (data)
- Catàleg d'autoritats de noms i títols de Catalunya: 981058619974606706
- Gemeinsame Normdatei: 123622115
- International Standard Name Identifier: 0000 0001 1631 0634
- KulturNav: 33c09b16-0d38-4d7c-acc3-1e8a4e15cf57
- Library of Congress Control Number: nr91040091
- Nationale Bibliotheek van Israël: 987007383204405171
- Nederlandse Thesaurus van Auteursnamen: 121568482
- Réseau des bibliothèques de Suisse occidentale: 02-A003888904
- RKD-Nederlands Instituut voor Kunstgeschiedenis: 76559
- Istituto Centrale per il Catalogo Unico: SBLV270060
- SNAC: w6808p2h
- Système universitaire de documentation: 081358970
- Union List of Artist Names: 500029953
- Virtual International Authority File: 10758921
- WorldCat: E39PBJdrMMkpP3bW793hB83YT3